# 馬默斯斯普林 (阿肯色州)
馬默斯斯普林（英語：Mammoth Spring）是一個位於美國阿肯色州富爾頓縣的城市。

## 地理
馬默斯斯普林的座標為36°29′36″N 91°32′37″W / 36.49333°N 91.54361°W，而該地的平均海拔高度為161米（即528英尺）。

## 人口
根據2020年美國人口普查的數據，馬默斯斯普林的面積為3.46平方千米，當中陸地面積為3.34平方千米，而水域面積為0.12平方千米。當地共有人口929人，而人口密度為每平方千米268人。